# Lithacodia praeduncula
Lithacodia praeduncula är en fjärilsart som beskrevs av Moritz Balthasar Borkhausen 1792. Lithacodia praeduncula ingår i släktet Lithacodia och familjen nattflyn. Inga underarter finns listade i Catalogue of Life.